# Massinga
Massinga es un distrito rural de la provincia de Inhambane, en la costa sur de Mozambique. Está situado a 650 km al norte de la capital estatal, Maputo, y a 130 de la capital de la provincia.
Su economía se basa en la agricultura de subsistencia, aunque también proporciona mano de obra para la industria minera de la cercana Sudáfrica.
El distrito de Massinga presenta un alto índice de mortalidad infantil, debido a la extensión de enfermedades contagiosas como la malaria, así como de infecciones respitatorias o enfermedades diarreicas. También tiene uno de los índices más altos de sida en el país.

## División administrativa
Este distrito formado por cinco localidades, se divide en dos puestos administrativos (posto administrativo), con la siguiente población censada en 2005:
- Massinga, sede, 169 723 (Rovene, Liondzane y Guma).
- Chicomo, 58.394 (Malamba).